# Johann Strauss (zeneszerző, 1804–1849)
Idősebb Johann Strauss (németül Johann Baptist Strauß vagy Johann Strauss Vater) (Bécs, 1804. március 14. – Bécs, 1849. szeptember 25.) osztrák zeneszerző, zeneköltő, bécsi keringőiről, valamint az általa megkomponált Radetzky-indulóról (amely Joseph Wenzel Radetzkyről kapta nevét) nyerte hírnevét. Gyakran „A bécsi Orfeusz” jelzővel illetik. Berlioz francia zeneszerző „a bécsi keringő atyjának” nevezte, és azt mondta: „Bécs Strauss nélkül olyan, mint Ausztria a Duna nélkül”.

## Élete
Johann Strauss Franz Borgias Strauss földesúr (1764. október 10. – 1816. április 5.) fia volt, és meglehetősen korán megjelent a Schankterzett (Tercett mulató) színpadán. 1817-ben könyvkötőként kezdte meg gyakornoki éveit, és letette a kereskedővizsgát is. 1824-ben besorozták a bécsi k. u. k. gyalogos háziezredbe, ahol zenészként is tevékenykedett.
Michael Pamertől és Johann Pollischanzkitól hegedűleckéket vett, és 1830-tól zeneelméletet Ignaz von Seyfriedtől tanult. 1823-tól Josef Lannerrel és a Drahanek testvérekkel játszott, de más zenekarokban is helyettesített.
Zeneszerzőként 1824. április 4-én mutatkozott be. 1827-ben saját céget alapíthatott. Különböző mulatókban – köztük a „Zum Sperl”-ben – lépett fel a bécsi Leopoldstadtban, 1832-ben az 1. polgári ezred zenekarának vezetője, 1835-ben pedig a császári udvar bálzene-igazgatója lett. Megalapította a világ első utazózenekarát: több hónapos koncertkörutat tett immár nagyobb zenekarával az összes német nagyvárosba, valamint Franciaországba és Nagy-Britanniába vezetett.
1834-ben az egykori Aranyszarvas-házba (Zum golden Hirschen) költözött, a „Sperl” szomszédságában. Leopoldstadtban, a Taborstrasse 17.-ben négy lakást bérelt családjának, az egyiket csak ő használta a munkájához.
Feleségül vette (Mária) Anna Streimet (1801–1870) egy földesúr leányát, de elhagyta a családját, majd élettársi kapcsolatot létesített Emilie Trampusch női kalap- és kiegészítő-készítővel (1814 után – 1865), akinek tőle nyolc gyermeke született. Annától született három túlélő fia – Johann, Josef és Eduard – szintén zenészek és valcerszerzők lettek. Ifj. Johann Strauss – apja akarata ellenére, édesanyja támogatásával – 1844-től apja komoly vetélytársa lett (halála után pedig zenekarát is átvette, s egyesítette a sajátjával).

## Emlékezete

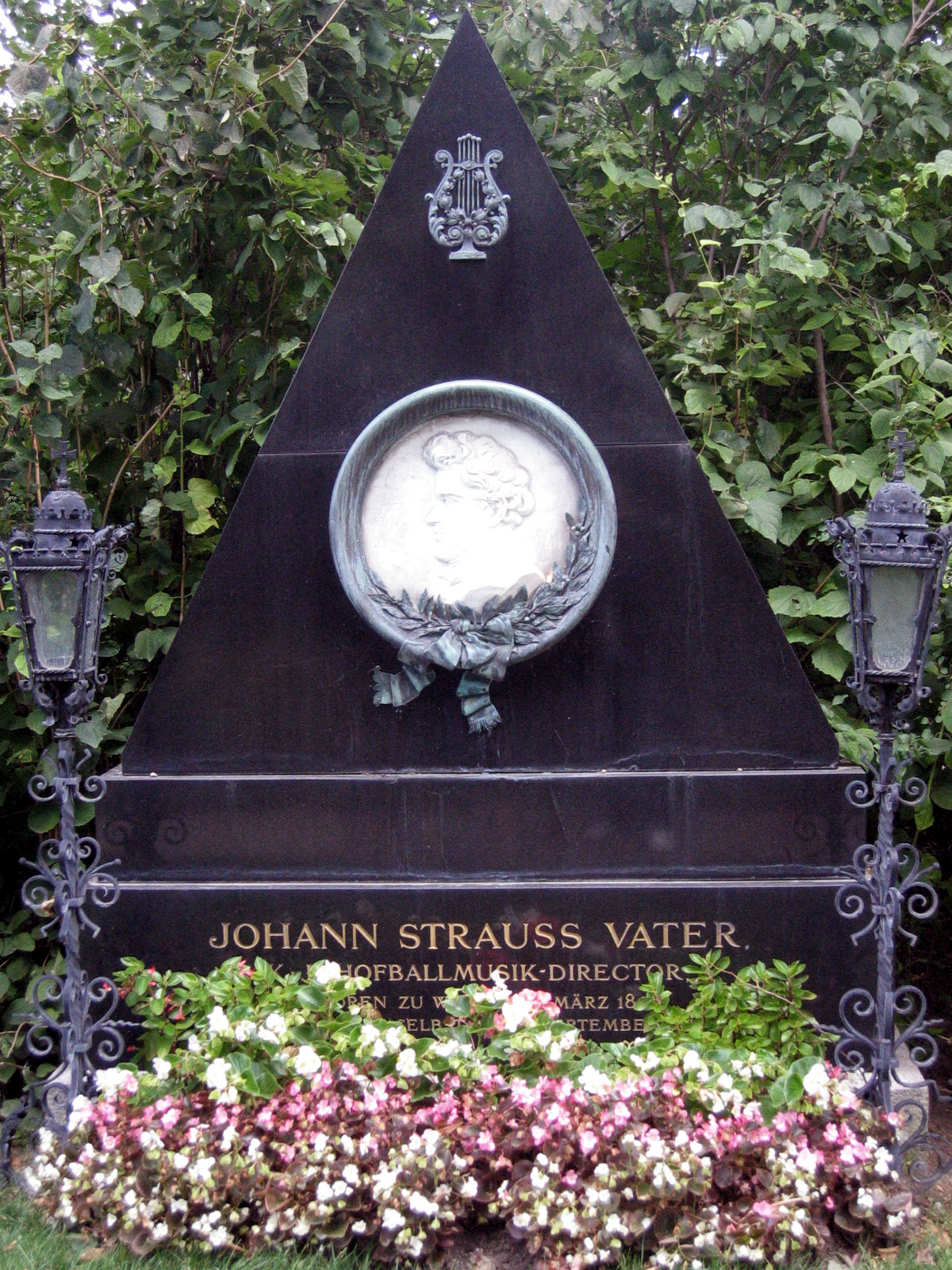
Id. Johann Strauss sírja a bécsi Zentralfriedhofban

Joseph Lanner, Strauss kollégája és vetélytársa 1843-ban meghalt. 1849-ben Strauss skarlátban Emilie Trampusch lakásán, a Kumpfgassén (a mai 1. kerületben) hunyt el. A régi, később felhagyott döblingi temetőben temették el. 1904. június 11-én őt Lannert exhumálták, és június 13-án egymás mellé temették őket, a Bécsi Központi Temető (Wiener Zentralfriedhof) díszsírjaiba (32. csoport A, No. 15, Lanneré: 16). Régi sírköveikből 1928-ban nyílt meg a Strauss-Lanner Park a régi temető helyén.
1905-ben a bécsi Rathausparkban felállították a Strauss-Lanner emlékművet, amelyen a két zeneszerző biedermeier frakkban áll egymás mellett. A létesítményt Robert Oerley építész, a fémfigurákat Franz Seifert szobrász tervezte. Az Anna-Strauss-Platz nevét Strauss elhagyott feleségéről, a „Valcerkirály” anyjáról kapta 2006-ban, a Hietzingben, Bécs 13. kerületében 1892 óta, nem messze a Dommayers Kaszinótól, ahol az idősebb Strauss, Josef Lanner és ifjabb Strauss gyakran játszottak. 1961 óta őróla és Richard Strauss (1864–1949) német zeneszerzőről kapta nevét a Strauss-hegy az Antarktisz I. Sándor-szigetén.
1951-ben megjelent a Wien tanzt (Bécs táncol) szabadúszó filméletrajz, amelyben Strausst Adolf Wohlbrück alakítja. Ennek azonban még alig van köze a Stauss család akkor már ismert tényleges kutatási állapotához.
A bécsi városháza könyvtára 86 művének digitális másolatát kínálja. A Johann Strauss Dynastie Wien eredeti dokumentumokat őriz, úgymint kéziratokat, fotográfiákat a Strauss családtól.

## Művei
152 keringőt, 32 négyestáncot, 13 polkát és 18 indulót komponált. Legismertebb műve a Radetzky-induló, legsikeresebb bécsi keringője pedig a Loreley-Rheinklänge.

### Keringők
- Täuberln-Walzer op. 1 (1827)
- Wiener Carneval op. 3 (1828)
- Kettenbrücke-Walzer op. 4 (1828)
- Tivoli-Rutsch Walzer op. 39 (1830)
- Das Leben ein Tanz oder Der Tanz ein Leben! Walzer op. 49
- Philomelen-Walzer op. 82
- Paris-Walzer op. 101 (1838)
- Huldigung der Königin Victoria von Grossbritannien op. 103
- Wiener Gemüths-Walzer op. 116 (1840)
- Lorelei Rhein Klänge op. 154 (1843)

### Polkák
- Seufzer-Galopp op. 9
- Chineser-Galopp op. 20
- Einzugs-galopp op. 35
- Sperl-Galopp op. 42
- Fortuna-Galopp op. 69
- Jugendfeuer-Galopp op. 90
- Cachucha-Galopp op. 97
- Indianer-Galopp op. 111
- Sperl-Polka op. 133
- Beliebte Annen-Polka op. 137
- Piefke und Pufke Polka op. 235

### Indulók
- Radetzky-induló op. 228 (1848)
- Jellačić-Induló op. 244